# Marcusenius kutuensis
Marcusenius kutuensis és una espècie de peix pertanyent a la família dels mormírids i a l'ordre dels osteoglossiformes.

## Etimologia
Marcusenius fa referència a l'alemany Johann Marcusen (el primer ictiòleg a estudiar els mormírids de forma sistemàtica), mentre que l'epítet kutuensis al·ludeix a la seua localitat tipus: l'illa de Kutu a la República Democràtica del Congo.

## Descripció
Fa 19,5 cm de llargària màxima. Origen de l'aleta dorsal situat abans de l'origen del de l'anal (ambdues aletes acaben al mateix nivell). Aleta dorsal allargada i amb 27-31 radis. Aleta anal amb 27-30 radis. Aleta anal sempre més curta que la dorsal (llurs altures no assoleixen la llargada de llurs bases). Aletes pectorals dues vegades tan llargues com les pelvianes. Aleta anal lleugerament còncava. 36-42 escates a la línia lateral. Boca terminal i amb les dents bicúspides (5 al maxil·lar superior i 6 a l'inferior). Protuberància del mentó arrodonida i força petita (el seu extrem posterior no arriba al marge anterior dels ulls). Musell arrodonit. Nariu anterior a mig camí entre l'extrem anterior del musell i els ulls. Distància preanal més llarga que la predorsal. Cap i franja transversal més foscos que la resta del cos.

## Hàbitat i distribució geogràfica
És un peix d'aigua dolça, demersal i de clima tropical, el qual viu a Àfrica: és un endemisme de la conca central del riu Congo a la República Democràtica del Congo, incloent-hi els llacs Tumba i Mai Ndombe, i els rius Kasai, Cuango, Shangha i Tshuapa.

## Observacions
És inofensiu per als humans i el seu índex de vulnerabilitat és baix (22 de 100).